# 에이프릴의 딸
《에이프릴의 딸》(Las hijas de Abril, April's Daughter)은 멕시코에서 제작된 미셸 프랑코 감독의 2017년 드라마, 미스터리 영화이다. 엠마 수아레스 등이 주연으로 출연하였고 미셸 프랑코 등이 제작에 참여하였다. 2017 칸 영화제의 주목할 만한 시선 부문에서 상영되었으며 그곳에서 Jury Prize를 수상했다.

## 줄거리
17세 소녀 발레리아는 임신을 한다. 그녀는 푸에르토 발라르타에서 우울증을 앓고 있으며 과체중인 이복 자매 클라라와 함께 살고 있다. 발레리아는 오랫동안 자리를 비웠던 어머니 에이프릴에게 자신의 임신 사실을 알리고 싶지 않았지만, 경제적인 어려움과 갓 태어난 아기를 돌봐야 하는 책임감 때문에 클라라는 결국 어머니에게 연락하기로 한다. 에이프릴은 딸들을 보겠다는 큰 기대를 품고 도착하지만, 곧 발레리아가 왜 어머니와 연락하고 싶어하지 않았는지 알게 된다. 이 영화는 나이 든 여성이 자신의 딸들에게 세대적으로 '추월당하는' 것을 거부하지만, 정작 감정적, 심리적인 측면에서는 이미 뒤처져 있다는 사실을 깨닫지 못하는 이야기를 다룬다.

## 출연

### 주연
- 엠마 수아레스 - 에이프릴 역
- 안나 발레리아 베세릴 - 발레리아 역

### 조연
- 호안나 라레키 - 클라라 역
- 엔리케 아리존 - 마테오 역
- 헤르난 멘도자 - 그레고리오 역
- 토니 댈튼 - 알바로 역

## 기타
- 협력프로듀서: 호르헤 헤르난데즈 알다나